# Rossow

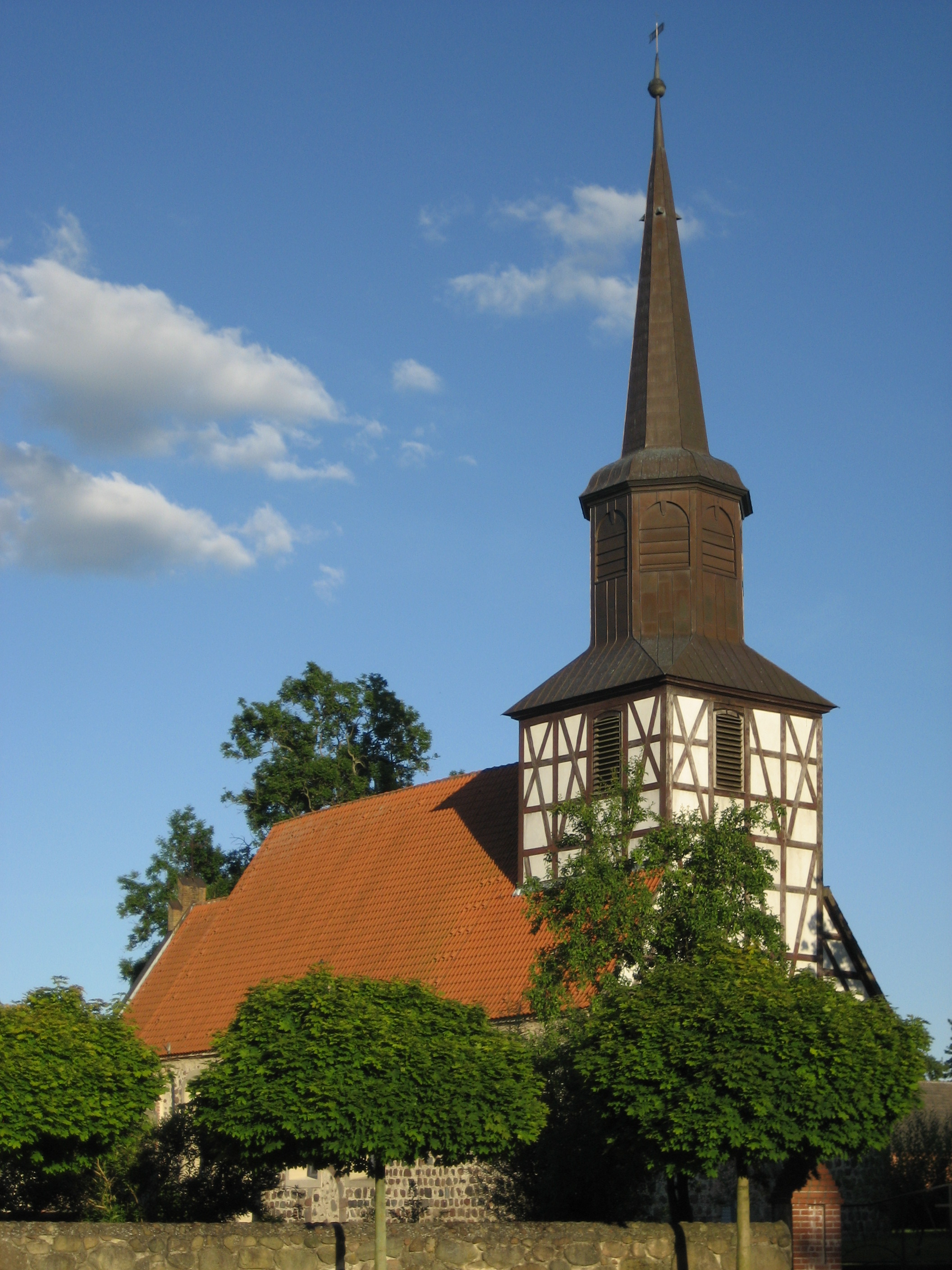
Kirche Rossow

Rossow ist eine Gemeinde im Landkreis Vorpommern-Greifswald im Osten Mecklenburg-Vorpommerns (Deutschland). Die Gemeinde gehört zum Amt Löcknitz-Penkun mit Sitz in der Nachbargemeinde Löcknitz.

## Geografie
Die Gemeinde liegt am Westrand des Randowbruches zwischen der Stadt Pasewalk und Löcknitz. Die polnische Grenze im Osten ist 16 Kilometer entfernt. Nördlich von Rossow beginnt das ausgedehnte Flachlandgebiet der Ueckermünder Heide, südlich zieht sich ein Endmoränenbogen am Randowtal entlang.
Umgeben wird Rossow von den Nachbargemeinden Zerrenthin im Norden, Rothenklempenow im Nordosten, Löcknitz im Osten, Bergholz im Süden, Fahrenwalde sowie Polzow im Westen.

## Gemeindegliederung
| Ortsteile - Rossow - Wetzenow | Wohnplätze - Rossow Bahnhof |

Eingemeindungen
- Wetzenow wurde 1965 als Ortsteil nach Rossow eingemeindet.

## Geschichte

### Name und Frühe Geschichte
Der Ortsname Rossow leitet sich wahrscheinlich von der slawischen Bezeichnung für „Feuchtigkeit“ oder „Tau“ her ab. So war Rossow dann auch schon vor der mittelalterlichen deutschen Ostsiedlung bereits durch Slawen, die bereits im 7. und 8. Jahrhundert in der Gegend siedelten, bewohnt.
Die Schreibweise des Ortsnamens Rossow blieb über die Jahrhunderte relativ konstant, wenn man die spärlich vorhandenen Urkunden und Namenseintragungen in Karten vergleicht:
| - 1314 Rossow - 1316 Rossow - 1476 rossow - 1524 Rossow - 1618 Roscow | - 1655 Roßow - 1792 Rossow - 1796 Rossow - 1992 Rossow - 2014 Rossow |

### Mittelalter
Rossow wurde erstmals indirekt in einer Urkunde am 10. November 1314 offiziell erwähnt. In dieser traten als Zeugen eines in Pasewalk abgeschlossenen Kaufvertrages die beiden adligen Grundherren „Huve de Rossow“ und „Iohannes de Rossow“ auf. Sowohl in Pommern gab es ein aber bereits vor 1648 ausgestorbenes Adelsgeschlecht mit Namen „Rossau“ als auch im Rheinland mit Namen „Rossaw“. Bereits 1316 wechselte Rossow dann zusammen mit dem Ort Battin bei Brüssow den Besitzer und wurde vom Grundherren an das Bistum Cammin verkauft, welches beide Dörfer als Güter der Burg Löcknitz angliederte, welche ebenfalls ein Tafelgut des Bischofs von Cammin war. Damit teilt Rossow in den nächsten Jahrhunderten nun das weitere Schicksal von Burg und Ort Löcknitz und lag nun ebenfalls in einer exponierten Lage an der Grenze zwischen Pommern und Brandenburg und war zwischen beiden Territorialstaaten ständig umkämpft. Die alten Adelsgeschlechter derer von Eickstedt, von Buch und von der Huffe hatten umfangreiche Ländereien in und um Rossow, wobei letztere Adelsfamilie 1314 in Rossow ihren Ritterstammsitz nahm und eine Mühle sowie einen Krug errichten ließ.
Nach dem Tod von Herzog Otto III. von Pommern-Stettin und dem Ausbruch des Stettiner Erbfolgestreites kam es wiedereinmal zum Krieg zwischen Pommern und Brandenburg. In dessen Folge wurde Rossow 1468 vom Kurfürstentum Brandenburg erobert. Vom Kurfürsten von Brandenburg wurde daraufhin 1471 der brandenburgische Adlige Hans von Buch aus der Uckermark als neuer Burghauptmann der Burg Löcknitz und Amtmann des Amtes Löcknitz eingesetzt, der damit auch für Rossow zuständig war. Nachfolger Hans von Buchs waren in kurzen Abständen Gottfried von Hohenlohe und ab 1472 Werner von der Schulenburg. Bei einem Gegenangriff Herzog Bogislaw X., des Großen von Pommern auf die Uckermark 1477 konnte in dessen Folge im April 1478 auch nochmals kurzzeitig Rossow von Pommern zurückerobert werden. Nach dem daraufhin 1479 erfolgten Einfall eines brandenburgischen Heeres unter Kurfürst Albrecht III. Achilles von Brandenburg in Pommern und durch Vermittlung von Werner von der Schulenburg konnte aber noch im selben Jahr der Vertrag von Prenzlau ausgehandelt werden, in dem Brandenburg unter anderem auch das Dorf Rossow nach 1472 erneut und diesmal endgültig von Pommern bestätigt bekam und dieses danach nun zur Mark Brandenburg in der Uckermark gehörte und Teil der Burg und des Amtes Löcknitz war. Nachdem Kurfürst Albrecht III. Achilles von Brandenburg ebenfalls noch 1479 Werner von der Schulenburg als Belohnung für dessen Vermittlung des Friedensvertrages mit der erblichen Hauptmannschaft über die Burg Löcknitz belehnt und ihn als Amtmann des Amtes Löcknitz eingesetzt hatte, erweiterte dieser seinen Besitz in den nächsten Jahren erheblich und erwarb am 8. Dezember 1492 unter anderem auch das damals etwa 56 Hufen große Dorf Rossow.

### Neuere Zeit
Nach 1570 verwalteten dann die von Eickstedts das ehemalige von Huffesche Rittergut und Dorf Rossow von ihrem Stammsitz in Rothenklempenow aus. Zu diesem Zeitpunkt waren die Rechte der Bauern und Kossäten in Rossow bereits seit 1543 nach und nach immer weiter eingeschränkt und teilweise abgeschafft worden. Vom so genannten „Bierkrieg“ zwischen Pasewalk und Prenzlau, in der 2. Hälfte des 16. Jahrhunderts, der durch uneinheitliche Eichmaße und die Erhebung einer Akzise in Form einer Biersteuer durch den brandenburgischen Kurfürsten ausgelöst worden war, war auch Rossow betroffen. Denn dessen Dorfschulze (Bürgermeister) war auch Krüger, also Gastwirt, und besaß bis dahin das alleinige Krugrecht. 1564 wurde deshalb für Rossow festgelegt, dass nicht nur der Krüger, sondern auch der Schöffe des Ortes einen Kerbstock zur Nachmessung des Eichmaßes erhielt.
Während des Dreißigjährigen Krieges von 1618 bis 1648 wurden Brandenburg und die Uckermark mehrfach von den verschiedenen Kriegsparteien wechselseitig besetzt, geplündert und verwüstet, wovon auch Rossow nicht verschont blieb. So lagerten 1633 schwedische Söldnertruppen im Ort, die Rossow, welches eines der reicheren Dörfer im Amt Löcknitz war, plünderten und zudem Kriegskontributionen verlangten. Nach dem Ende des Krieges und dem Friedensschluss 1648 änderten sich die Verhältnisse jedoch kaum. Die Kontributionen, die jetzt der brandenburgische Kurfürst erhob, blieben erhalten, und auch die Wirtschaft kam nur langsam wieder in Gang. Nachdem 1653 die Mühle in Rossow wieder in Betrieb gegangen war und einige neue Schäfereien im Dorf eröffnet hatten, wandten sich 1657 insgesamt 19 Schäfer aus der Uckermark und dem Stolpirischen Kreis, so auch aus Rossow, an die Ritterschaft und die Stände des Kurfürstentums Brandenburg, um Kontributionsfreiheit für 200 Schafe und eine Verminderung der Frondienste zu erreichen, was jedoch abgelehnt wurde. Daraufhin kam es im April 1660 in Rossow zu ersten Auseinandersetzungen zwischen den Bauern und Schäfern des Dorfes und den vom Kurfürsten entsandten Visitationskommissionen zur Begutachtung der Viehbestände zur Steuerfestsetzung. Erst durch die Androhung von Gewalt und Gefängnisstrafen, bei der sich insbesondere der kurfürstliche Verwalter der hoch verschuldeten schulenburgischen Besitzungen Vollrath von Maltzahn besonders negativ hervortat, konnte die Lage vorerst wieder beruhigt werden. Jedoch schon 1683 bis 1685 traten die Dörfer des Gutes Löcknitz, darunter auch Rossow, in den Fronstreik, woraufhin jedoch lediglich der kurfürstliche Verwalter seines Amtes enthoben wurde, sich ansonsten aber nichts änderte. 1687 klagten die Bauern deshalb erneut wegen der schlechten Bedingungen.
Schon nach dem Ende des Dreißigjährigen Krieges hatte sich Brandenburg-Preußen über Jahrzehnte nur äußerst langsam und nur teilweise von den Verwüstungen und Zerstörungen durch die Kriegseinwirkungen erholt. Kurfürst Friedrich Wilhelm setzte deshalb seine schon 1648 bis 1650 begonnene Peuplierungspolitik fort und erließ 1685 das Edikt von Potsdam, mit dem er Glaubensflüchtlinge nicht nur aus der Schweiz, der Pfalz, Wallonien und den Niederlanden, sondern auch den in Frankreich verfolgten protestantischen Christen, den Hugenotten (Réfugiés), freie und sichere Niederlassung in Brandenburg-Preußen anbot und diesen weitreichende Rechte und Privilegien gewährte. Von den 50.000 Hugenotten, die ins Heilige Römische Reich geflohen waren, siedelten sich etwa 20.000 Hugenotten mit ihren vielfältigen, hochqualifizierten Fähigkeiten und Berufen in Brandenburg-Preußen an. Speziell in die Uckermark kamen davon etwa 2.000 Hugenotten, die den Tabakanbau und die Seidenraupenzucht mitbrachten. Diese wurden dort in 42 Ortschaften vorwiegend als Ackerbauern und Tabakpflanzer angesiedelt, um die Wirtschaft und das verwüstete Land wieder aufzubauen, so u. a. auch im Amt Löcknitz. Dort entstanden bis 1697 dann wiederum durch die Ansiedlung von ca. 100 Hugenottenfamilien in zehn Amtsdörfern, u. a. in Battin und Bagemühl (heute beides Ortsteile von Brüssow) sowie in Fahrenwalde, Bergholz, Rossow und Zerrenthin französisch-reformierte Kirchengemeinden dieser Kolonisten. Die in Rossow, angesiedelten Hugenotten konnten sich dann auch bereits bis 1690 mit dem Tabakanbau eine relativ gute wirtschaftliche Grundlage schaffen, erhielten jedoch erst 1699, nach Intervention des Französischen Oberkonsistoriums in Berlin beim Kurfürsten, die Erlaubnis die lutherische Kirche in Rossow für ihre Gottesdienste mitbenutzen und ihren eigenen Schulunterricht abhalten zu dürfen. Die unterschiedliche religiöse Auslegung und der wirtschaftliche Erfolg bargen aber auch Konfliktstoff im Dorf, so dass einige Hugenotten nach 1720 Rossow schon wieder verließen und sich im nahen Pasewalk neu ansiedelten. Rossow gehörte nach wie vor als Dorf zum Amt Löcknitz als Teil der Uckermark zur Mark Brandenburg im Kurfürstentum Brandenburg-Preußen sowie als Vorwerk zur Burg Löcknitz, wobei diese jedoch bereits 1685 vom Kurfürsten von einem privaten Gut in eine eigene kurfürstliche Domäne umgewandelt worden war.
Während des Großen Nordischen Krieges von 1700 bis 1721 durchzogen besonders von 1711 bis 1715 sowie während des Pommernfeldzuges 1715/16 russische, preußische und sächsische Truppen im Kampf gegen Schweden und zur Eroberung von Schwedisch-Pommern die Uckermark und das Gebiet in und um Rossow. Dadurch und durch den Ausbruch der Pest in Prenzlau 1710 wurde das Gebiet und dessen Einwohner von neuen verwüstet und von Zerstörungen heimgesucht. So wurde nicht nur die Durchgangsstraße von Pasewalk über Rossow nach Stettin gesperrt, sondern das Dorf hatte auch unter Requirierungen sowie insbesondere 1718 unter Anwerbungen und Zwangspressungen von Einwohnern zu Soldaten durch die durchziehenden Truppen zu leiden. Bis ins Jahr 1746 hatte sich die Situation in Rossow jedoch schon wieder deutlich verbessert, so dass ein preußischer Kammerrat, der sich auf einer Visitationsreise befand und einen Zwischenstopp in Rossow machte, vermerkte, die Wiesen und Hütungen, der Tabak- und Kartoffelanbau sowie die Viehzucht hätten in Rossow einen guten Stand. Bei einer erneuten Visitation Rossows 1749 erwirtschaftete das Dorf schon die besten Kartoffelerträge im gesamten Amt Löcknitz.
Auch während des Siebenjährigen Krieges von 1756 bis 1763 wurde Rossow nicht von Kriegshandlungen verschont und musste schwere materielle und wirtschaftliche Schäden durch die durchziehenden und sich bekämpfenden preußischen und schwedischen Truppenkontingente verkraften. Im heutigen Rossower Ortsteil Wetzenow fand so Anfang Oktober 1760 ein Gefecht zwischen preußischen und schwedischen Truppen statt. Die Schäden des Krieges waren auch noch 1764 sowohl in Rossow als auch in Wetzenow deutlich sichtbar. Die Lebensverhältnisse der Einwohner waren in diesen Zeiten ebenfalls äußerst schlecht. So ist für Rossow bekannt, dass sich 1769 zwei Familien eine Stube und eine Kammer teilen mussten. Nachdem das Vorwerk und Dorf Rossow Teil der kurfürstlichen Domäne Löcknitz gewesen war, wurde es zunächst verpachtet und später dann als eigener Erbpachtbesitz vergeben. Ab 1774 war Rossow so zunächst im Besitz des Geheimen Rats von Berg, ab 1803 gehörte es einem Isaac Barth und 1816 einem Herrn Sitlar, 1836 ging es an die Witwe Bettac über und gehörte 1840 dem Gutsbesitzer Kersten.

### Neueste Zeit

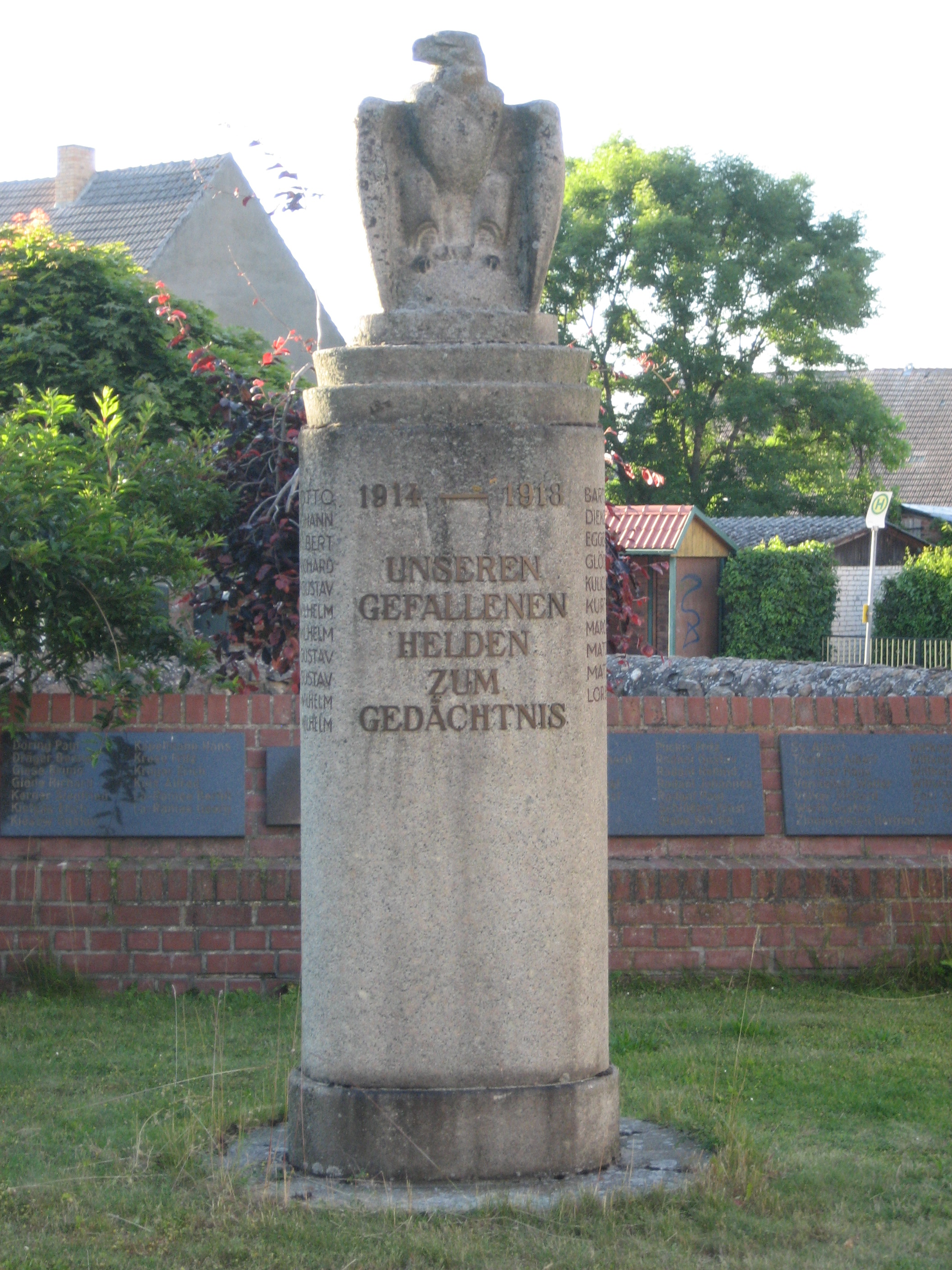
Kriegerdenkmal für die im Ersten Weltkrieg gefallenen Soldaten aus Rossow

Nach dem Ende der Koalitions- und Napoleonischen Kriege von 1792 bis 1815 wurde im Jahr 1818 im Königreich Preußen eine grundlegende Verwaltungsreform durchgeführt, mit der Neuorganisation der Provinzen, Regierungsbezirke und Kreise. Damit verbunden wurde nun die jahrhundertelange Zugehörigkeit Rossows zur Burg Löcknitz endgültig aufgelöst und der Ort zudem aus dem Amt Löcknitz ausgegliedert. Während Löcknitz zur preußischen Provinz Pommern zurückkam, gehörte Rossow nun von 1818 bis 1950 zum Landkreis Prenzlau im Regierungsbezirk Potsdam und verblieb damit in der preußischen Provinz Brandenburg. Ab 1820 wurde die Chaussee Pasewalk-Löcknitz-Stettin gebaut, wodurch nun auch Rossow mit ordentlichen Straßen sehr viel besser an das Verkehrsnetz angeschlossen wurde. Mit dem Bau der Chaussee Löcknitz-Brüssow-Prenzlau 1878/79 wurde Rossow über Löcknitz nochmals wesentlich besser mit Brandenburg und der Uckermark verbunden. Bereits im November 1862 war Rossow durch die Berlin-Stettiner Eisenbahn-Gesellschaft indirekt an das preußische Eisenbahnnetz angeschlossen worden, wenn es zunächst auch nur Bahnhöfe in Pasewalk, Löcknitz und Grambow gab. Im März 1863 wurden die Eisenbahnstrecken Pasewalk-Löcknitz-Stettin dann offiziell eröffnet. Rossow bekam erst wesentlich später, beim zweigleisigen Ausbau der Strecke, einen eigenen kleinen Bahnhof.

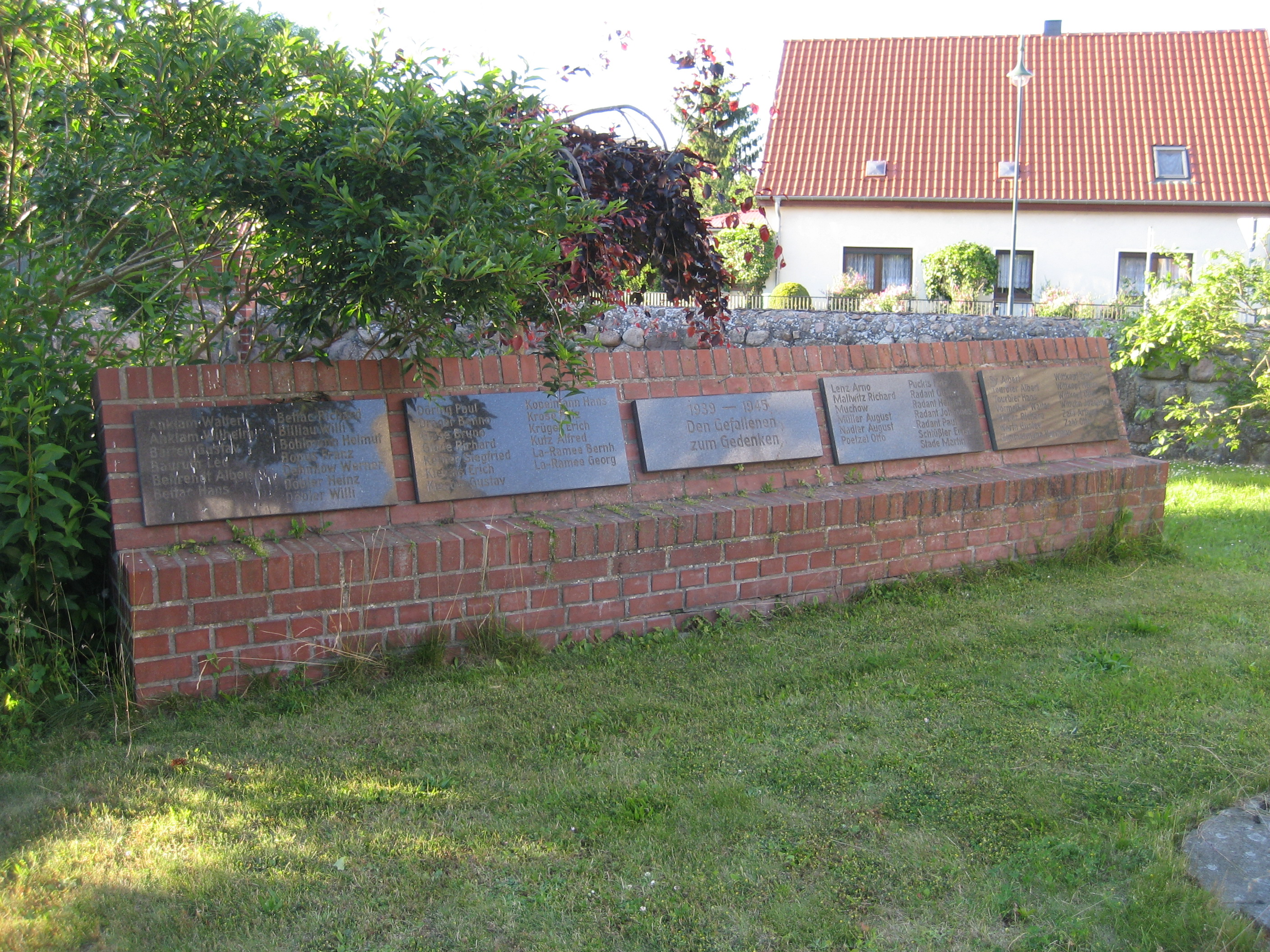
Gedenkstein mit Namenstafeln der im Zweiten Weltkrieg gefallenen Soldaten aus Rossow

Ein einschneidendes Ereignis für Rossow war der große Dorfbrand vom 14. Januar 1878, bei dem Teile des Dorfes zerstört und 26 Familien obdachlos wurden, davon 16 Tagelöhnerfamilien. Schnelle Hilfe wurde indes durch den Amtsvorsteher Bettac und den Rossower Gemeindevorsteher Giese sowie den Gemeindekirchenrat unter anderem durch Hilfsaufrufe in der Zeitung organisiert.
Im Jahr 1915 wurde in Rossow ein neues Schulhaus erbaut. Die Besonderheit dabei war, dass es aus religiösen Gründen als zwei einklassige Volksschulen (!) errichtet wurde. Denn die Kinder der französisch-reformierten Gemeinde, als Nachfahren der ehemals in Rossow angesiedelten Hugenotten, erhielten dort noch bis 1923 eigenen Schulunterricht in einer eigenen Klasse und einer eigenen Volksschule, getrennt von den evangelisch-lutherischen Schülern die ebenfalls eine aus nur einer Klasse bestehende eigene Volksschule bildeten. Insgesamt wurden so in Rossow zeitweise 71 Schüler in nur einer Klasse oder sogar 130 Schüler von nur einem Lehrer unterrichtet. In dem noch stehenden „Alten Schulhaus“ ist heute eine 1987 als kleines Museum eröffnete „Historische Schulstube“ untergebracht, unter anderem mit Exponaten zur Geschichte und Entwicklung der Schulverhältnisse.

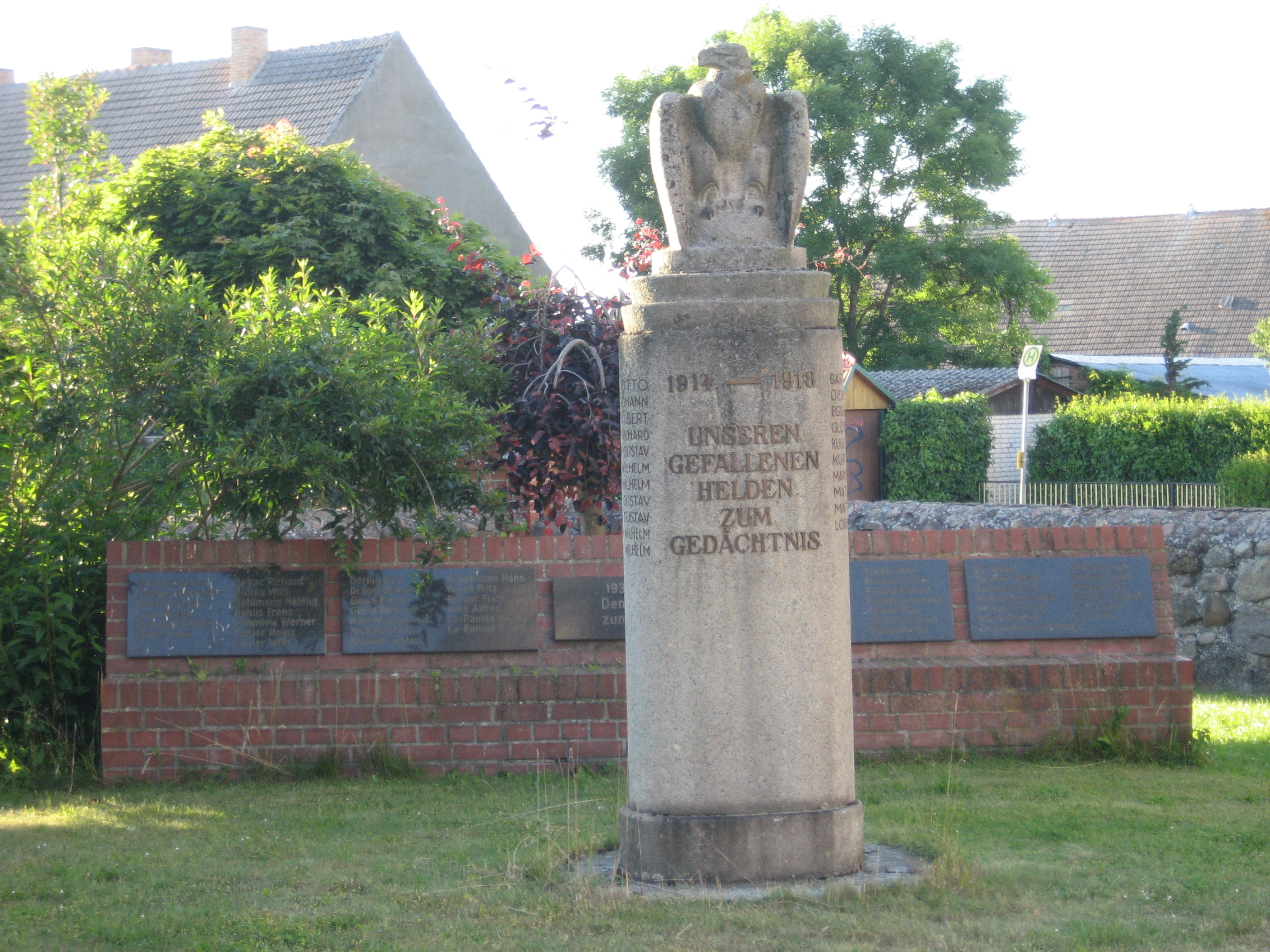
Gemeinsamer Erinnerungsort auf dem Kirchhof der Kirche Rossow mit Gedenksteinen für die gefallenen Soldaten des Ersten und Zweiten Weltkrieges aus Rossow

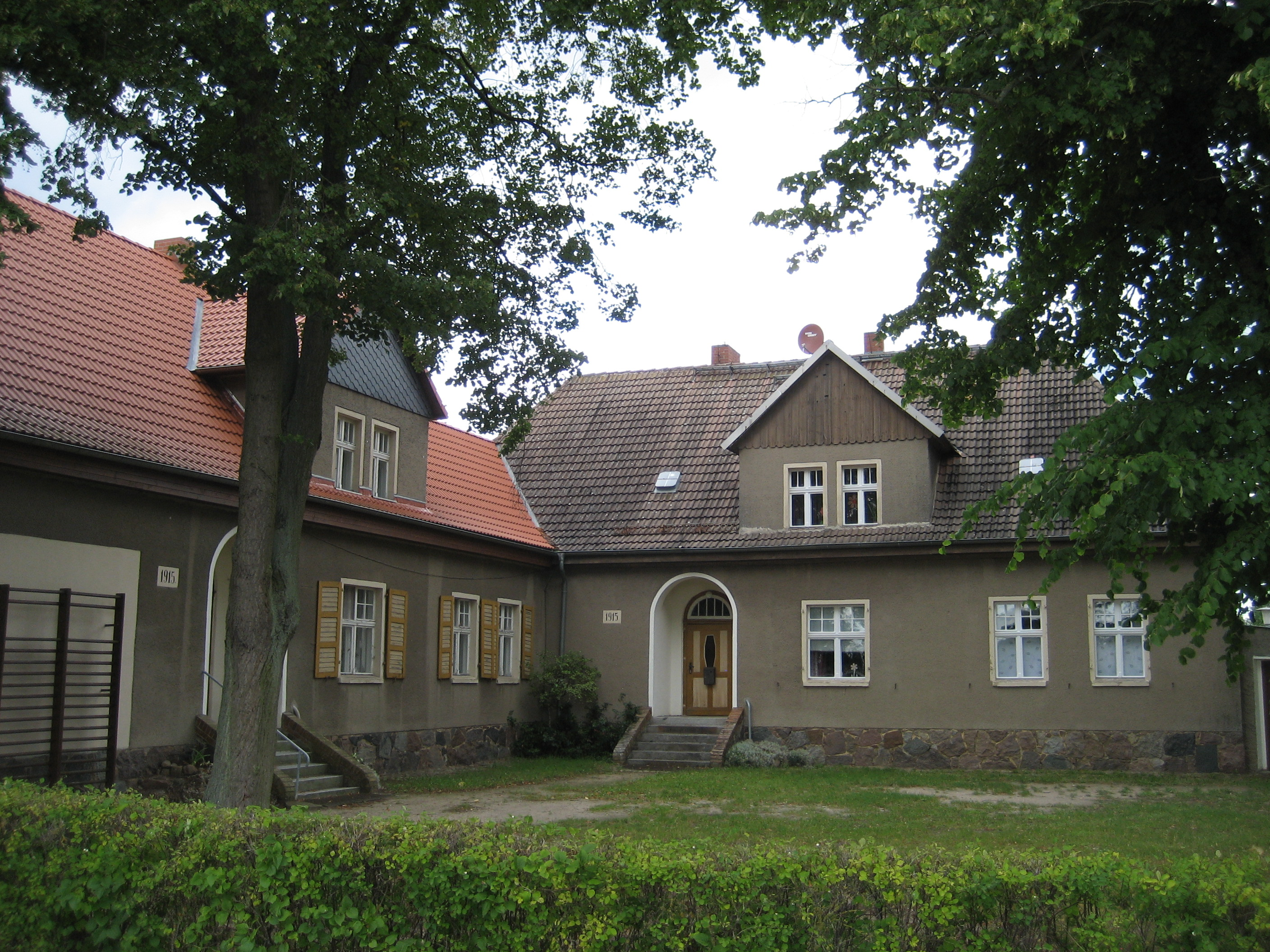
Das Alte Schulhaus von Rossow mit der „Historischen Schulstube“

1903 wurde im Dorf der „Patriotische Kriegerverein Rossow“ gegründet, der sich um die Gräber der insbesondere in den deutschen Einigungskriegen von 1864, 1866 und 1870/71 gefallenen Soldaten die aus Rossow stammten, kümmerte. Auch im Ersten Weltkrieg fielen 21 Soldaten die aus Rossow stammten. Ihnen zu Ehren wurde ein Kriegerdenkmal errichtet, welches sich heute auf dem Kirchhof der Dorfkirche Rossow befindet. Eine Freiwillige Feuerwehr gab und gibt es ebenfalls in Rossow, deren genaues Gründungsdatum jedoch unbekannt ist, die jedoch 1925 offizielle als „polizeiliches Hilfsorgan“ anerkannt wurde. Zeitweise gab es im Dorf auch bis zu drei Tankstellen. Während des Zweiten Weltkrieges fielen 52 Einwohner aus Rossow die als Soldaten in der Wehrmacht kämpften. Ein Gedenkstein mit den Namen dieser gefallenen Soldaten wurde in den 1990er Jahren hinter das Kriegerdenkmal der Gefallenen aus dem Ersten Weltkrieg errichtet.
Mit der DDR-Kreisreform 1950 wurde Rossow dem neu gebildeten (vorpommerschen) Kreis Pasewalk im Land Mecklenburg zugeschlagen. Durch die im Juli 1952 durchgeführte Auflösung der Länder und Bildung der Bezirke in der DDR, gehörte Rossow mit dem Kreis Pasewalk nun bis ins Jahr 1990 zum Bezirk Neubrandenburg. Bis 1948 wurde durch die Sowjetische Militäradministration in Deutschland (SMAD) mit einer Bodenreform in der Sowjetischen Besatzungszone (SBZ) Land von Großgrundbesitzern enteignet, aufgeteilt und an Bauern oder Vertriebene neu verteilt. In Rossow wurden so 360 ha Land enteignet und neu verteilt. 1954 wurde die erste LPG in Rossow gegründet, die bis 1957 in eine LPG Typ III mit 54 Mitgliedern umgewandelt wurde und 821 ha Land umfasste. 1960 existierten dann bereits eine LPG Typ III (136 Mitglieder, 1231 ha Land) und eine LPG Typ I (28 Mitglieder, 149 ha Land) in Rossow, die sich 1969 beide zu einer LPG zusammenschlossen und 1974 nochmals erweitert wurde durch den Zusammenschluss mit den LPGen in Zerrenthin und Polzow. 1965 wurde Wetzenow als Ortsteil nach Rossow eingemeindet.
Im Jahr 1990 entstand mit der Deutschen Wiedervereinigung das Land Mecklenburg-Vorpommern nach 1945 zum zweiten Mal neu. Durch die Kreisreform Mecklenburg-Vorpommern 1994 wurden aus den drei DDR-Kreisen Pasewalk, Ueckermünde und Strasburg der neue Landkreis Uecker-Randow gebildet, dem Rossow bis 2011 angehörte. Dort gehörte Rossow ab 1994 zunächst wieder zum ebenfalls erneut entstandenen Amt Löcknitz und ab 2004 dann zum Amt Löcknitz-Penkun. Durch die Kreisgebietsreform Mecklenburg-Vorpommern 2011 gehört Rossow zum neu gebildeten Landkreis Vorpommern-Greifswald.

### 700-Jahr-Feier 2014
Mit verschiedenen Veranstaltungen wurde am 15. und 16. August 2014 die 700-Jahr-Feier von Rossow anlässlich dessen urkundlicher Ersterwähnung 1314 gefeiert. Während die Feier am Abend des 15. Augusts durch einen Festgottesdienst eröffnet wurde, fand der Hauptprogrammpunkt am 16. August mit einem eineinhalbstündigen historischen Festumzug auf der B 104 durch den gesamten Ort statt, mit Darstellungen, Bildern, Kostümen und Fahrzeugen zur Geschichte von Rossow, an dem sich zahlreiche Einwohner aus Rossow aber auch aus den umliegenden Gemeinden als Laiendarsteller beteiligten. Neben verschiedenen kulturell-musikalischen Veranstaltungen, die den Tag über und bis in die Nacht im Festzelt auf dem Rossower Sportplatz stattfanden, wurden u. a. auch Erinnerungsmünzen geprägt und im Gemeinderaum eine Ausstellung zur Ortsgeschichte präsentiert.

### Einwohnerentwicklung
Dem allgemeinen Trend in Vorpommern folgend sank auch in Rossow die Einwohnerzahl nach 1990 stetig.
| Jahr | Rossow | Wetzenow | Quelle |
| ---- | ------ | -------- | ------ |
| 1651 | 7      | ---      | [ 6 ]  |
| 1670 | 8      | ---      | [ 6 ]  |
| 1735 | 409    | 90       | [ 6 ]  |
| 1774 | 535    | 102      | [ 6 ]  |
| 1801 | 529    | 109      | [ 6 ]  |
| 1817 | 576    | 116      | [ 6 ]  |
| 1840 | 699    | 137      | [ 6 ]  |
| 1858 | 906    | 184      | [ 6 ]  |
| 1895 | 756    | 133      | [ 6 ]  |

| Jahr | Rossow | Wetzenow | Quelle |
| ---- | ------ | -------- | ------ |
| 1900 | 755    | 130      | [ 9 ]  |
| 1933 | 755    | 113      | [ 10 ] |
| 1939 | 742    | 112      | [ 10 ] |
| 1946 | 881    | 164      | [ 6 ]  |
| 1964 | 821    | 146      | [ 6 ]  |
| 1967 | 824    | ---      | [ 11 ] |
| 1971 | 796    | ---      | [ 6 ]  |
| 1981 | 648    | ---      | [ 6 ]  |
| 1990 | 594    | ---      | [ 12 ] |

| Jahr | Rossow | Wetzenow | Quelle |
| ---- | ------ | -------- | ------ |
| 1995 | 557    | ---      | [ 12 ] |
| 2000 | 538    | ---      | [ 12 ] |
| 2005 | 517    | ---      | [ 12 ] |
| 2010 | 462    | ---      | [ 12 ] |
| 2015 | 440    | ---      | [ 13 ] |
| 2020 | 447    | ---      | [ 14 ] |

## Politik

### Bürgermeister
- um 1878 Gemeindevorsteher Giese
- DDR-Zeit – Juni 2004 Manfred Döbler (* 1938 † 2009)
- Juli 2004 – Oktober 2021 Edmund Gebner
- seit Oktober 2021 Steffen Tuleya

### Dienstsiegel
Die Gemeinde verfügt über kein amtlich genehmigtes Hoheitszeichen, weder Wappen noch Flagge. Als Dienstsiegel wird das kleine Landessiegel mit dem Wappenbild des Landesteils Vorpommern geführt. Es zeigt einen aufgerichteten Greifen mit aufgeworfenem Schweif und der Umschrift „GEMEINDE ROSSOW * LANDKREIS VORPOMMERN-GREIFSWALD“.

## Kultur und Sehenswürdigkeiten

### Sehenswürdigkeiten
- Die Dorfkirche Rossow ist eine frühgotische Feldsteinkirche aus dem 13. Jahrhundert, die aus sauber geschichteten Granitquadern erbaut wurde, mit einem eingezogenen rechteckigen Chor und einem Kirchturm mit einem quadratischen Fachwerkaufsatz sowie einem weiteren deutlich kleineren, oktogonalen Obergeschoss mit einem Spitzhelm.
- Bauerngehöfte in Rossow
- „Historische Schulstube“ – Die ersten Exponate wurden 1985 zusammengetragen. 1987 wurde das kleine Museum im Alten Schulhaus Rossow eröffnet. Es macht die Entwicklung und Geschichte der Schulverhältnisse deutlich und ist mit dem Inventar einer einklassigen Dorfschule ausgestattet. Neben alten Lehrplänen und Zeugnissen findet man auch Katheder, Pult und Rohrstock. Das Schulmuseum wird von Werner Mutz, Lehrer im Ruhestand und letztem Direktor der Rossower Dorfschule vor deren Schließung, geleitete.[5]

### Vereine
- Schalmeienkapelle-Rossow e. V.

→ 1960 durch zwölf Kameraden der Freiwilligen Feuerwehr Rossow gegründet und bereits 1965 als eigener Verein aus dieser ausgegliedert. 1987 gründete die Schalmeienkapelle die „Sektion Spielleute“ in der BSG „Traktor“ Rossow und nahmen von 1987 bis 1990 an vier Bezirksmeisterschaften der drei Nordbezirke der DDR (Rostock, Schwerin, Neubrandenburg) teil, wobei sie 1987 Bezirksmeister im Genre Schalmeien wurden. Leiter der Schalmeienkapelle Rossow waren seit ihrer Gründung Walter Tobi (1960), Michael Wagner (1960–1985), Ralf-Peter Nadler (1985–2015) und Stefan Nadler (seit 2015).
- SC Eintracht Rossow e. V.
- Rossower Karnevalsklub (RKK)

### Veranstaltungen
Wichtige und regelmäßig stattfindende Veranstaltungen in Rossow sind das 1997 erstmals und seit dem Jahr 2000 alle zwei Jahre immer am zweiten Wochenende im Juni, auf dem Sportplatz stattfindende „Rossower Musikfest“, welches nicht nur regional, sondern auch überregional sehr bekannt und äußerst beliebt ist und zahlreiche Gäste und Besucher aus den umliegenden Städten und Gemeinden anlockt. Während des Musikfestes, das durch einen Umzug durch das gesamte Dorf auf der Bundesstraße 104 eröffnet wird, tritt nicht nur die Rossower Schalmeienkapelle auf, sondern auch mehrere andere Schalmeienkapellen aus ganz Deutschland sowie weitere Musikgruppen. Des Weiteren findet auch jedes Jahr das „Rossower Erntedankfest“ entweder im September oder Oktober statt.
Der Ort wurde bereits für rechtsextreme Konzerte durch die hiesige Neonazi-Szene genutzt.

## Verkehrsanbindung

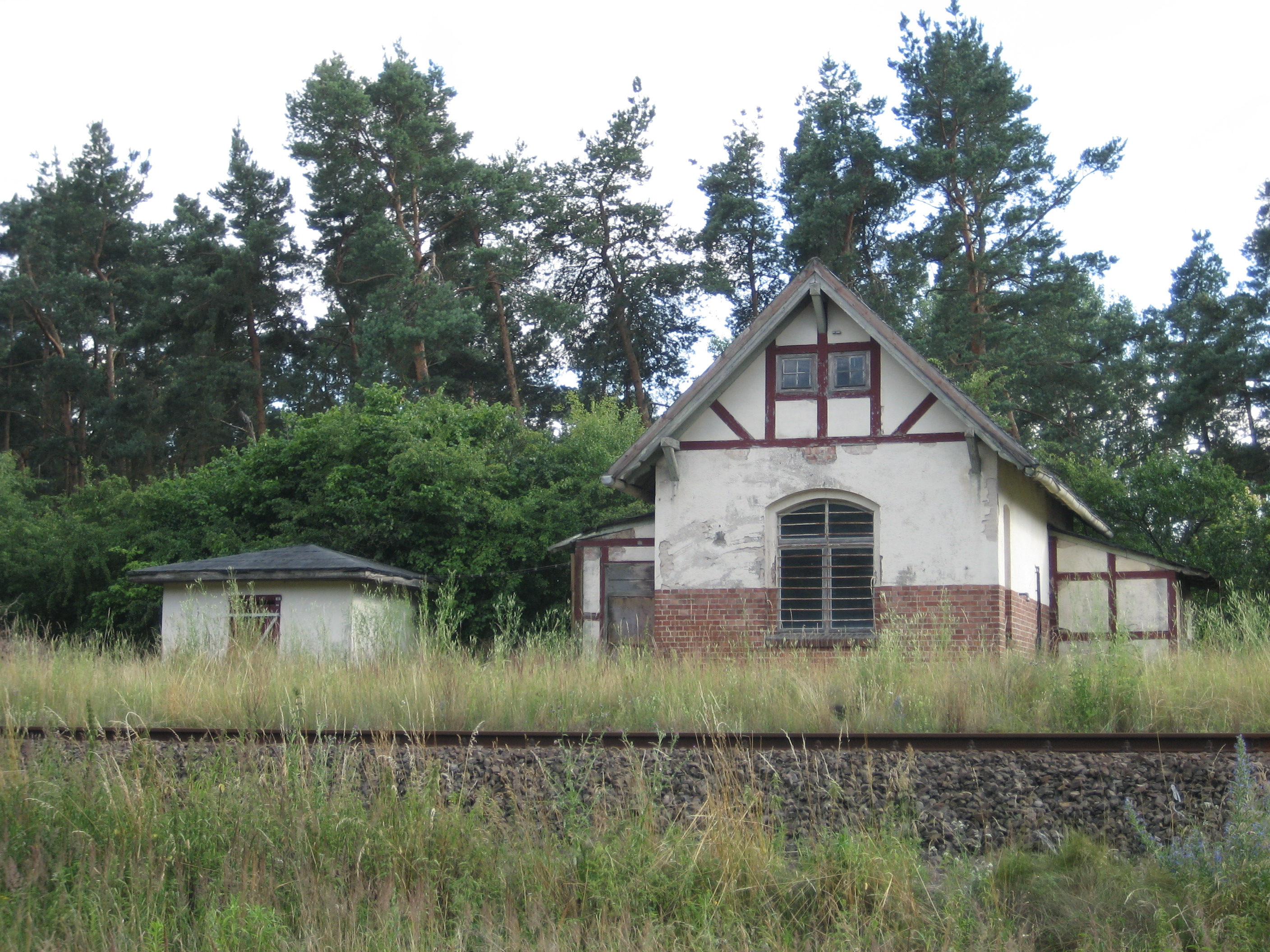
Der Alte Bahnhof von Rossow

Die Bundesstraße 104 führt von Lübeck über Schwerin und Neubrandenburg unter anderem auch durch Rossow und weiter über den Grenzübergang Linken in das etwa 31 Kilometer entfernte Stettin (Szczecin) in Polen. Darüber hinaus hat Rossow mit den 18 und 15 Kilometer entfernten Anschlussstellen Pasewalk-Nord und Pasewalk-Süd Anbindung an die Bundesautobahn 20.
Ebenfalls hat Rossow an die Kreisstraße UER-26 Anschluss, die den Namen Bergholzer Damm trägt und durch die der Ort mit der vier Kilometer entfernten Gemeinde Bergholz verbunden ist.
Gut zwei Kilometer nördlich von Rossow führt auch die Bahnstrecke Bützow–Szczecin am Ort vorbei, auf der im 2-Stunden-Takt von Lübeck nach Stettin Dieseltriebwagen der DB-Baureihe 623 der Deutschen Bahn in beide Richtungen verkehren. Rossow und das dort bis heute noch stehende Bahnhofsgebäude sind jedoch schon seit 1994 kein offizieller Haltepunkt mehr für die Regionalbahnen.